# Mode (música)
En l'aspecte músical, el terme mode o modo es refereix a:
- Un tipus d'escala musical (sobre el que tracta aquest article).
- La relació rítmica entre durades llargues i curtes, utilitzat en la Baixa Edat Mitjana;
- La relació intervàl·lica, utilitzada en l'Alta Edat Mitjana;

## Modes i escales
Una escala musical és una sèrie ordenada de sons, a partir d'una primera nota que dona el to de l'escala (do, re, mi ...), entre els quals es mantenen uns determinats intervals, que donen nom al tipus d'escala (major, menor, dòrica, harmònica...).
El terme mode fa referència a les escales i regles compositives de la melodia usades en els sistemes musicals antics, especialment als «modes medievals» utilitzats en els cants plans (com el cant gregorià). També es pot utilitzar per designar els «modes grecs», escales descendents del sistema musical de l'antiga Grècia. En un sentit més ampli engloba també les ordenacions d'altures utilitzades en la música folklòrica, ètnica i la provinent de cultures no europees.
L'ús d'un mode en una peça o fragment musical es coneix com a «modalitat». Quan s'utilitza més d'una mode simultàniament es parla de polimodal, com ara la polimodal cromàtica.
A causa d'una confusió històrica en la transcripció, s'utilitzen els mateixos noms dels modes del sistema modal grec (dòric, frigi, lidi, mixolidi) per designar els modes medievals usats durant l'edat mitjana en el sistema modal eclesiàstic, molt diferents entre si.
Com regla mnemotècnica, els modes antics es formen a partir de cadascuna de les notes naturals. Els modes autèntics grecs es creen descendentment partint de les notes mi, re, do, si. Els modes autèntics medievals es formen ascendentment a partir de les notes re, mi, fa, sol.

## Modes grecs antics
Els modes grecs antics són una organització de sons descendents (que van des d'un so agut fins a un de més greu) establint distàncies d'un to o de mig to entre els set sons que els formen.
Els modes grecs estableixen els fonaments teòrics per allò que posteriorment s'ha denominat escales musicals. Per fer més comprensible aquesta definició, es pot construir un mode o escala si s'usen les notes les notes naturals (o "tecles blanques del piano") canviant la nota fonamental, però fent-ho de manera descendent, per exemple, de do a do, de si a si, etcètera, completant les set escales, una per cada nota.

"No s'ha de confondre els modes grecs amb els modes gregorians, encara que aquests siguin derivats dels anteriors".

## L'embolic dels modes (imbroglio des modes)
"La derivació dels significats de tots aquests modes és encara objecte de molta controvèrsia i és l'origen primer de l'imbroglio des modes" 
La  Guia de Teoria de la Música de Claude Abromont també fa èmfasi que aquests noms provenen d'"una interpretació errònia de la teoria grega". No hi ha relació entre aquests modes i la música antiga

## Modes grecs medievals
Hi ha quatre modes "grecs medievals" autèntics, dels quals es deriven quatre mode plagals per transposició del tetracord superior:
| Mode autèntic | nom grec  | nota inicial | >>> | Mode plagal  | nom grec      | nota inicial |
| ------------- | --------- | ------------ | --- | ------------ | ------------- | ------------ |
| dòric         | protus    | mi           |     | hipodòric    | hypoprotus    | la           |
| Frigi         | deuterus  | re           |     | hipofrigi    | hypodeuterus  | sol          |
| lidi          | tritus    | do           |     | hipolidi     | hypotritus    | fa           |
| Mixolidi      | tetrardus | si           |     | hipomixolidi | hypotetrardus | mi           |

Se'ls anomena també  modes eclesiàstics  o  modes gregorians  per ser utilitzats en el cant pla litúrgic.
Són en total vuit modes (val dir que el mode hipomixolidi té les mateixes notes que el mode dòric, canvia en les notes tenor i finalis) construïts ascendentment mitjançant dos tetracords. A partir dels quatre modes autèntics es formen els quatre modes plagales desplaçant el tetracord superior per sota de la primera nota de la Mode autèntic.
Cada mode té dues notes bàsiques: la tenor (principal nota sobre la qual es recolza el cant, que sol actuar a manera de pol o corda de recitació), i la  finalis  que és la nota final amb la qual conclou el cant.
- Els  modes autèntics  són:

| Mode autèntic | Àmbit     | Nota final | Tenor |
| ------------- | --------- | ---------- | ----- |
| 1. dòric      | re a re   | re         | la    |
| 3. frigi      | mi a mi   | mi         | do    |
| 5. lidi       | fa a fa   | fa         | do    |
| 7. mixolidi   | sol a sol | sol        | re    |

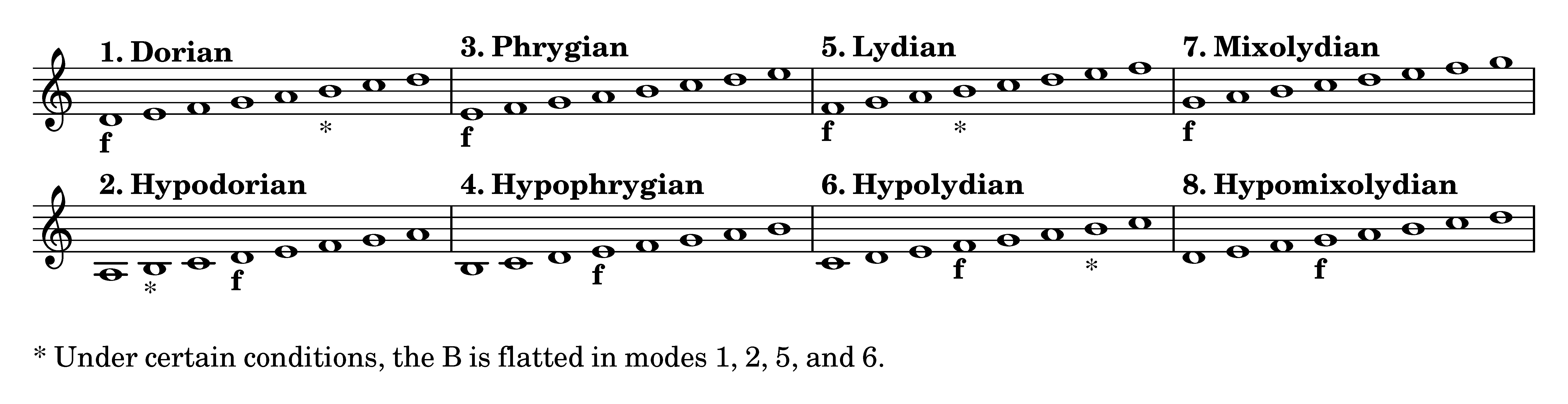
Els vuit modes gregorians. La lletra "f" indica "finalis" (Curtis, 1998).

- Els  modes plagals  (derivats dels autèntics) són:

| Mode plagal     | Àmbit   | Nota final | Tenor |
| --------------- | ------- | ---------- | ----- |
| 2. hipodòric    | la a la | re         | fa    |
| 4. hipofrigi    | si a si | mi         | la    |
| 6. hipolidi     | do a do | fa         | la    |
| 8. hipomixolidi | re a re | sol        | do    |

### Mode gregorià
Els vuit modes gregorians o modes eclesiàstics són una còpia dels vuit tons romans d'Orient i van prendre les seves denominacions dels modes grecs. Els modes medievals eren vuit: quatre anomenats modes autèntics (dòric, frigi, lidi i mixolídi) i quatre anomenats modes plagals, que s'obtenien desplaçant una quarta més avall dels anteriors i per això es designen amb el mateix nom que els modes autèntics però amb el prefix hipo («sota», «baix») (hipodòric, hipofrigi, hipolidi i hipomixolidi).

## Transposició de mode
Al sistema tonal, els dos tipus principals d'escales (major i menor) es poden aplicar a una escala basada en qualsevol altura (per això diem  do  major,  do  menor,  re  major,  re  menor, etc.).
En canvi en el sistema modal cada tipus d'escala té una altura corresponent. Naturalment un compositor modern, en usar un mode antic, pot traslladar-se a qualsevol altura.

## Corda mutabilis
Fins i tot els compositors medievals van descobrir aquest recurs, en tractar d'evitar l'aparició del "diabòlic" interval de quarta augmentada (de tres tons, d'aquí el nom de tríton) fa - si, però el van usar d'una manera més limitada, anomenada  corda mutabilis  (la deformació d'alguns modes mitjançant l'ús del fa sostingut i del si bemoll).

## Usos
- Usat en diferents cants plans, com el cant gregorià.

Els modes s'utilitzen també en composicions modernes.
- música folklòrica (d'Europa Oriental).
- Música impressionista
- Ocasionalment cultivats per compositors posteriors, de vegades amb una deliberada intenció arcaïtzant.
- Molt usat en l'àmbit de la música popular, com el jazz i els seus vessants.
- En cançons de rock (principalment progressiu).